# Kerti mályvacserje
A törökrózsa vagy kerti mályvacserje (Hibiscus syriacus) a mályvacserjék (Hibiscus) közé tartozó növényfaj. Nyugaton „Sarón rózsája” ( Rose of Sharon), illetve „rózsamályva” ( Rose Mallow) néven ismert. Magyarországon gyakori dísznövény, ennek köszönhetően hívják egyszerűen mályvacserjének vagy hibiszkusznak is. Latin nevének magyar jelentése „szíriai mályvacserje”.

## Története
Koreában (koreai nevén: 무궁화; Mugunghva (Mugunghwa)) időtlen idők óta jelen van, leveleiből teát főznek, szirmait pedig elfogyasztják. Európában a 16. század óta termesztik, John Parkinson  1629-es leírása szerint a virág „nem szenved téli időben sem, (...) ugyanakkor, nagy cserépben, vagy meleg helyen tartása hervadásához vezet”.